# Sterculia balanghas
Sterculia balanghas är en malvaväxtart som beskrevs av Carl von Linné. Sterculia balanghas ingår i släktet Sterculia och familjen malvaväxter. Utöver nominatformen finns också underarten S. b. angustifolia.

## Bildgalleri

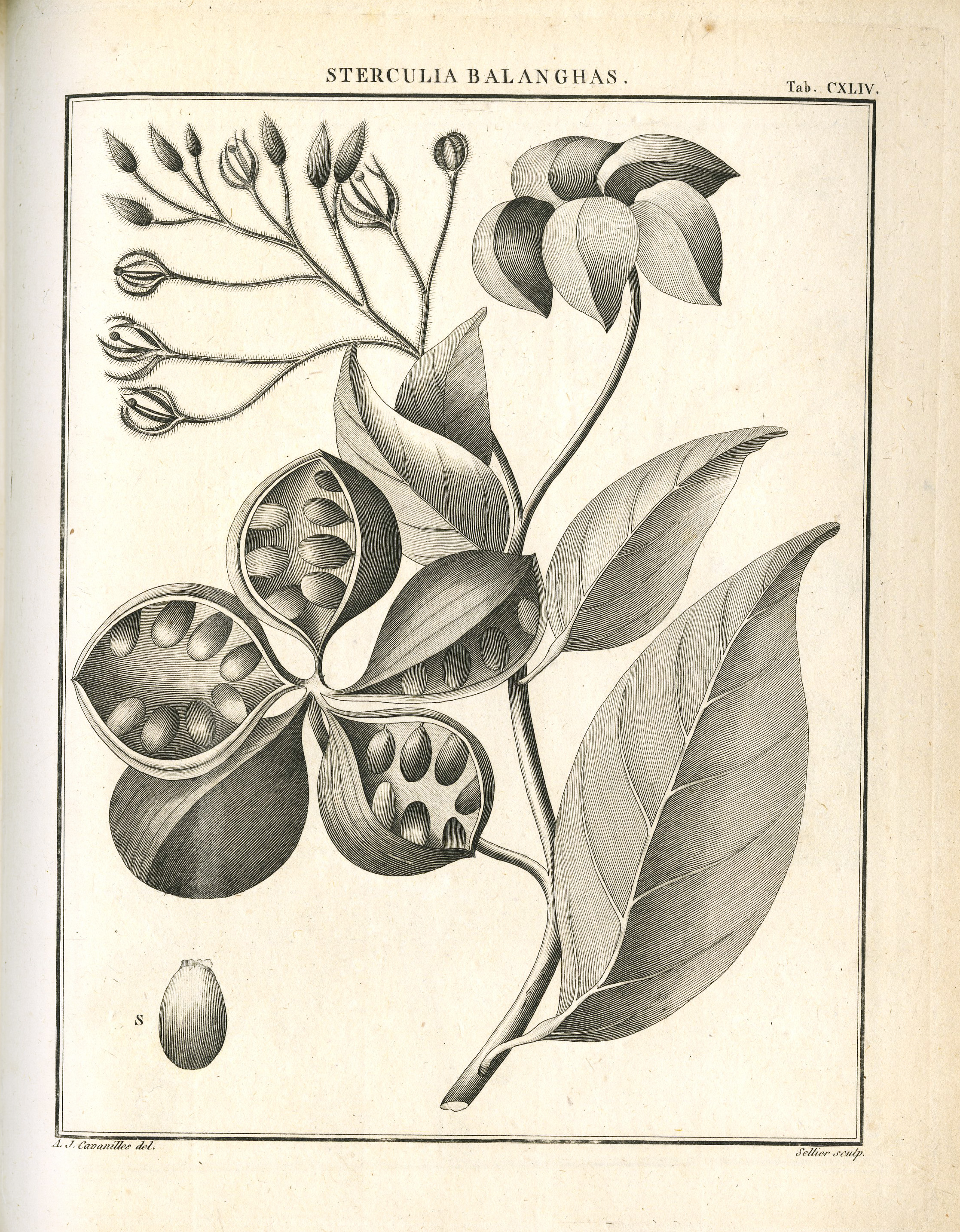
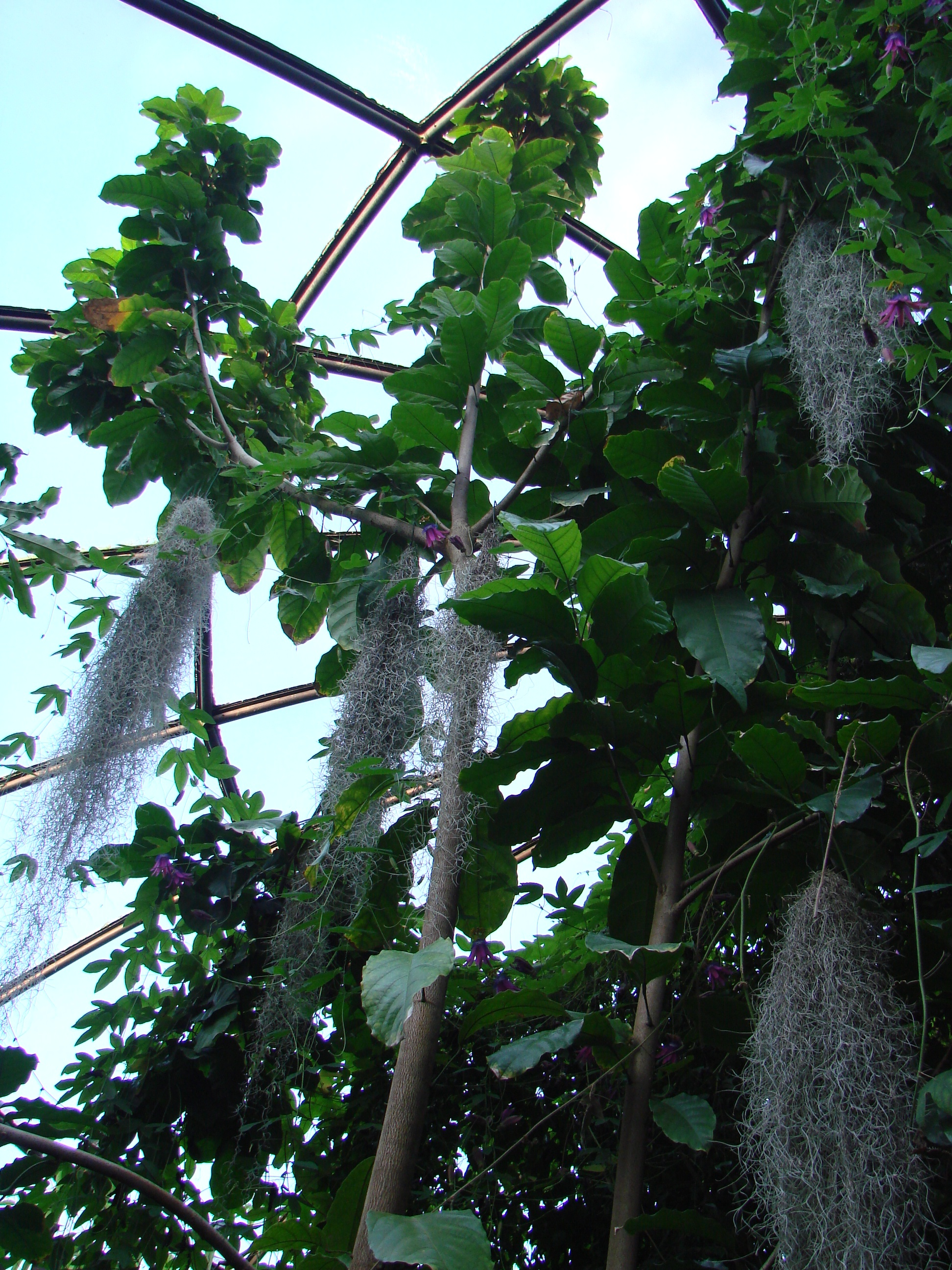
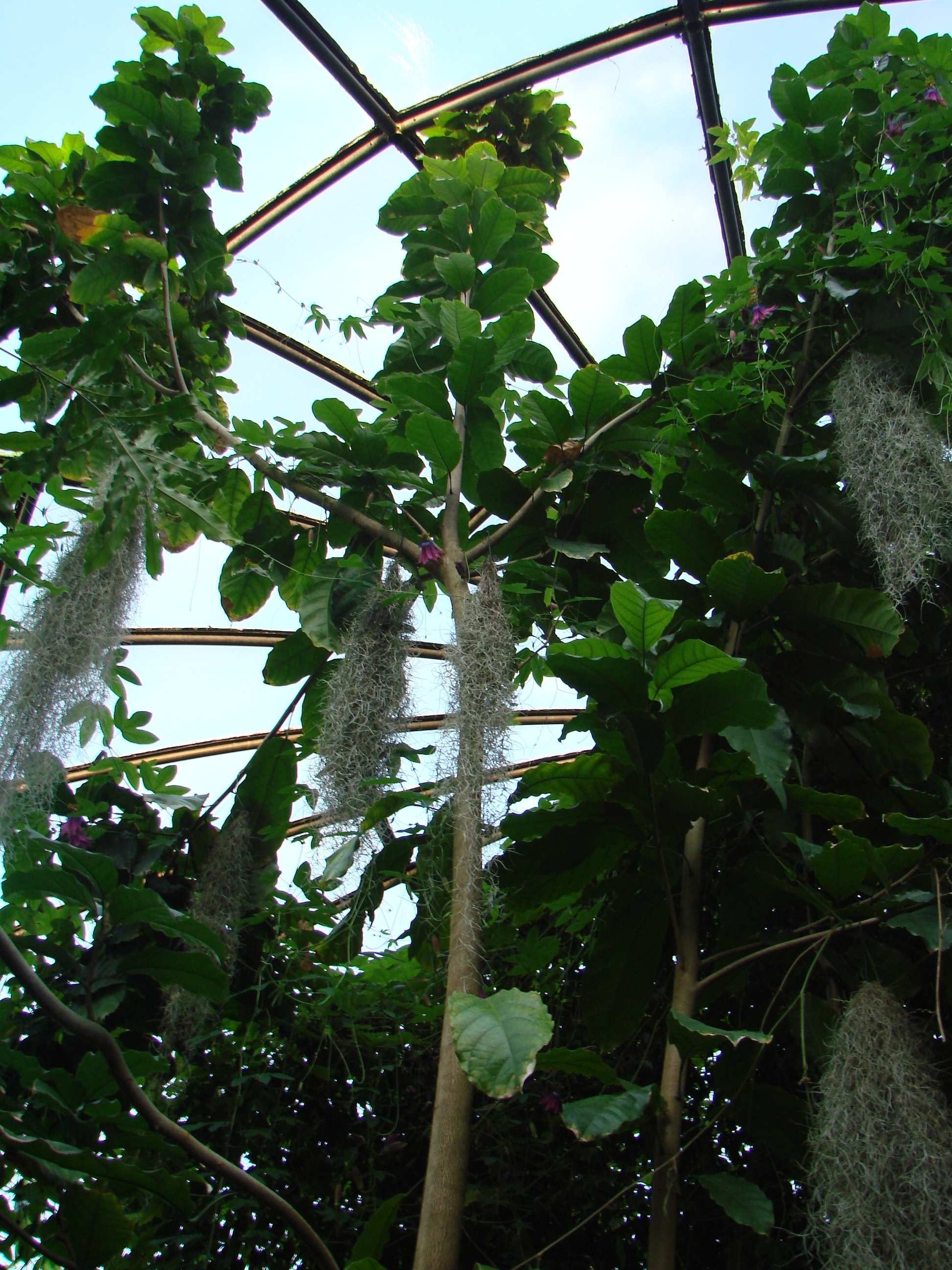
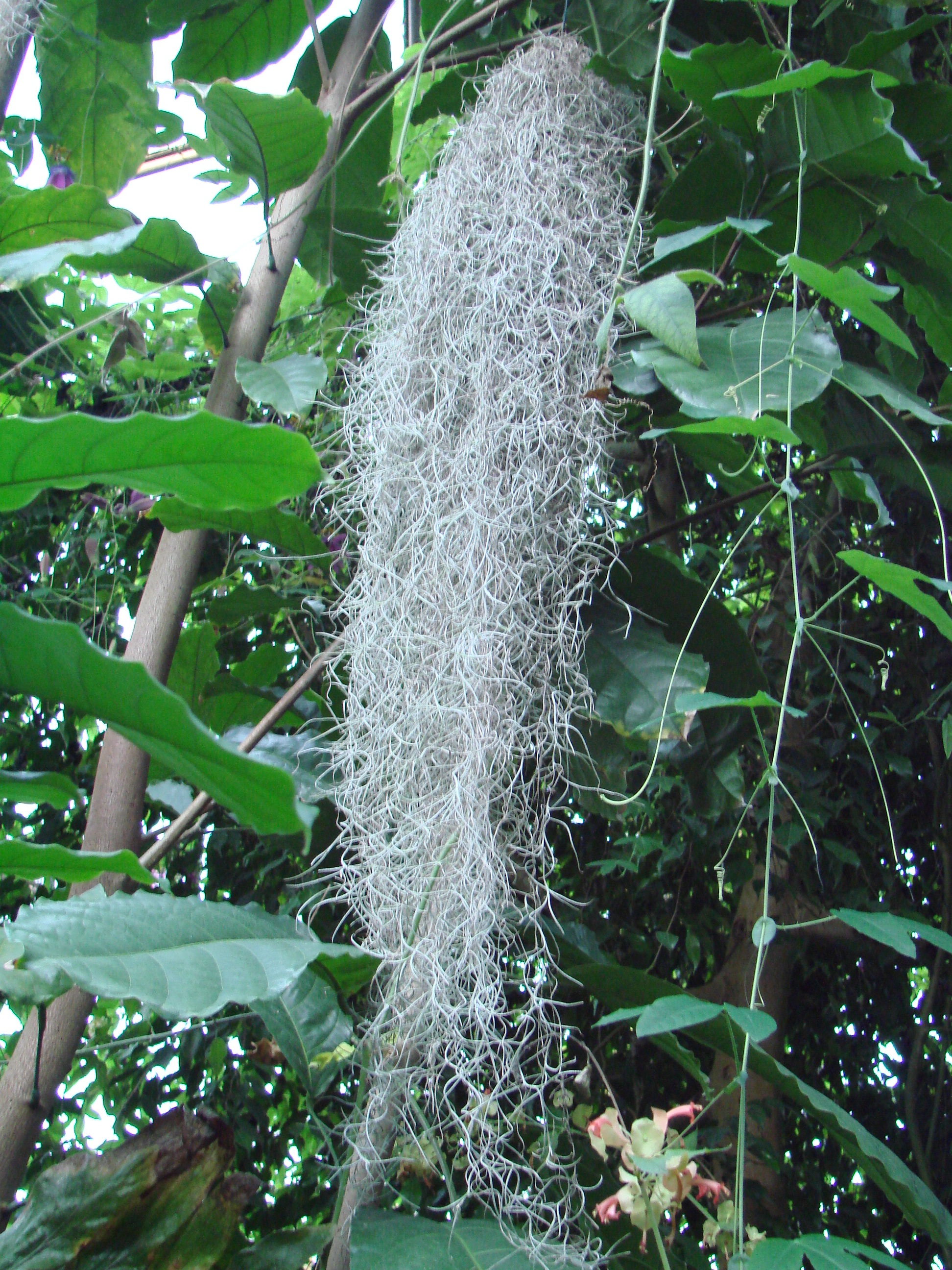
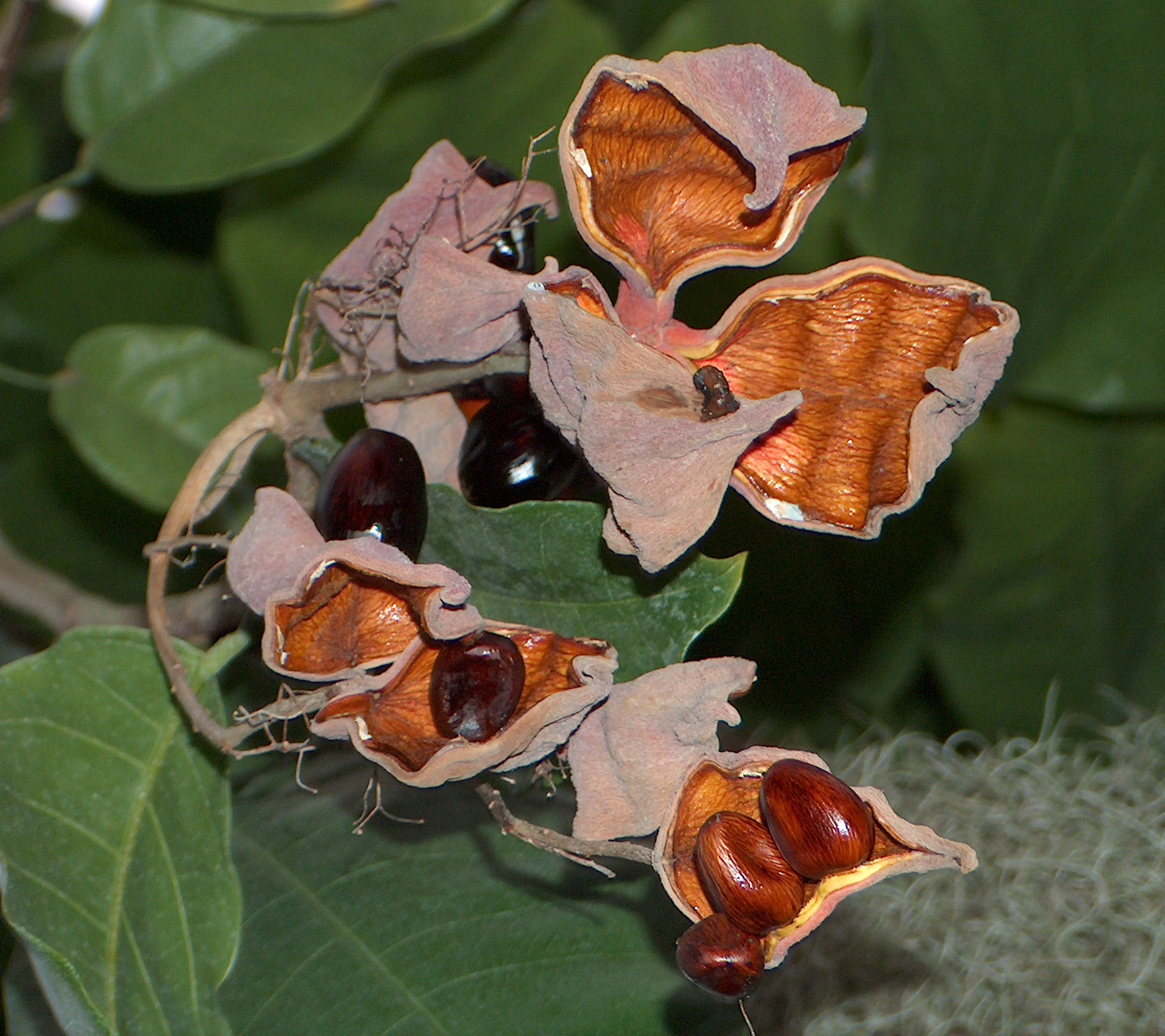